# Regering-Leterme II
De regering-Leterme II (25 november 2009 - 6 december 2011) was een Belgische regering. Het was een coalitie tussen de CD&V/cdH (23 en 10 zetels), de MR/Open Vld (23 en 18 zetels) en de PS (20 zetels). 
De regering volgde de regering-Van Rompuy op. Het was een doorstart van de vorige regering nadat Herman Van Rompuy (CD&V) zijn ontslag aanbood, toen hij verkozen werd als voorzitter van de Europese Raad. In deze regering beschikten de Vlaamse regeringspartijen, CD&V en Open Vld, dus ook niet over een meerderheid van de Vlaamse zetels in Kamer en Senaat. Vanaf 26 april 2010 was de regering enkel nog belast met de lopende zaken. De regering is uniek in het opzicht dat ze ruim drie keer langer ontslagnemend dan zittend is geweest. Op 13 september 2011 raakte bekend dat premier Yves Leterme ten laatste op 31 december 2011 aan de slag zou gaan bij de OESO. Als er op dat moment nog geen nieuwe federale regering was, moest de koning een waarnemend premier aanduiden. Op 6 december 2011 werd de regering opgevolgd door de regering Di Rupo.

## Vorming
Na de verkiezing van Herman Van Rompuy tot voorzitter van de Europese Raad op 19 november 2009 stelde koning Albert II gewezen premier Wilfried Martens aan tot bemiddelaar. Die laatste moest het pad voor Yves Leterme effenen door een methode te zoeken om de communautaire twistpunten en het conflict over de splitsing van Brussel-Halle-Vilvoorde aan te pakken. Op 24 november kwam er een akkoord: Jean-Luc Dehaene werd aangesteld als koninklijk opdrachthouder en gevraagd een oplossing te zoeken voor het probleem rond de kieskring Brussel-Halle-Vilvoorde in de schoot van de regeringspartijen, aangevuld met Groen! en Ecolo.
Op Pasen 2010 zou Dehaene zijn voorstellen bekendmaken. Een kleine maand voor die einddatum, meldde hij echter in een communiqué dat hij "aangezien het paasreces dit jaar na Pasen valt, met de eerste minister en de partijvoorzitters van de meerderheid overeengekomen is dat Pasen te begrijpen is als het einde van het paasreces". Ten laatste op 18 april 2010 werd het voorstel tot oplossing verwacht. De oplossing was er echter op dat moment niet. Zie hieronder.

## De zaak-Brussel-Halle-Vilvoorde en het aangeboden ontslag
Op de ochtend van 22 april 2010 vergaderde het partijbestuur van Open Vld en besliste haar steun voor de regering in te trekken. Open Vld kondigde dus aan de regering te willen verlaten. In een persconferentie stelde de voorzitter, Alexander De Croo, dat de reden voor dit ontslag het niet respecteren van de einddatum van 22 april 2010 is voor het bereiken van een oplossing omtrent de splitsing van het kiesarrondissement Brussel-Halle-Vilvoorde.
Na een vergadering van de voltallige ministerraad later op de middag trok premier Yves Leterme naar de koning om er het ontslag van zijn regering aan te bieden. Kort daarop deelde het paleis in een persmededeling mee dat de koning het ontslag in beraad houdt. Tegelijkertijd werd bekend dat kamervoorzitter Patrick Dewael werd uitgenodigd nog dezelfde namiddag op audiëntie te komen bij de koning.
Na de terugkomst van de kamervoorzitter in de late namiddag vond er een uitgebreide bureauvergadering plaats met alle fractieleiders van de kamer. Daar besliste de voorzitter die dag geen plenaire zitting meer te laten doorgaan. Dit omwille van het feit dat het staatshoofd begonnen was aan consultaties met vertegenwoordigers van de gestelde lichamen en hij zich beriep op een traditie dit niet te willen doorkruisen. Een nieuwe bureauzitting werd aangekondigd voor maandag 26 april 2010.
Nadat de koning op de partijvoorzitters geconsulteerd had over de regeringscrisis stuurde zaterdag 24 april hij MR-voorzitter Didier Reynders op pad als institutioneel bemiddelaar. Die moet op korte termijn onderzoeken wat de mogelijkheden zijn en of er nog verder onderhandeld kan worden. Deze gaf na gesprekken met alle betrokken partijen zijn ambt terug aan de koning op maandag 26 april. Hierna ontving de koning Yves Leterme. Na de ontmoeting werd bekend dat de koning het ontslag heeft aanvaard, en heeft de regering belast met het afhandelen van de lopende zaken.
Hierop volgde dezelfde dag een nieuwe consultatieronde vanwege de koning van de regeringspartijen, aangevuld met de sp.a, Groen! en Ecolo. De voorzitter van Open Vld werd niet geconsulteerd door de koning. Deze consultatieronde werd beëindigd op donderdag 29 april.
Op donderdag 29 april kwam de kamer van volksvertegenwoordigers terug bijeen in plenaire zitting. Nog voor de opening van de zitting werd een motie, ondertekend door minstens drie vierden van de parlementsleden behorende tot de Franse taalgroep, ingediend. Het betrof het formele verzoek de grondwettelijke alarmbelprocedure in te stellen met betrekking tot de wijzigingsvoorstellen van de federale Kieswet betreffende Brussel-Halle-Vilvoorde. Daardoor werd de behandeling door de kamer van dit dossier stilgelegd en overgemaakt aan de regering. Die beschikt over een termijn van dertig dagen om een advies te formuleren, vanaf het moment dat de nieuwe regering zal zijn aangetreden.

## Samenstelling
De regering bestond uit 15 ministers (14 + 1 eerste minister), 7 staatssecretarissen en 1 regeringscommissaris. Het kernkabinet telde 5 vicepremiers. CD&V had 5 ministers en 2 staatssecretarissen (inclusief de premier), PS 3 ministers en 2 staatssecretarissen, MR ook 3 ministers en 2 staatssecretarissen (waaronder een van FDF), Open Vld 3 ministers en 1 regeringscommissaris en cdH 1 minister en 1 staatssecretaris.
| Ambtsbekleder           | Ambtsbekleder | Ambtsbekleder                   | Functie en bevoegdheid | Termijn                             | Partij      |
| Kernkabinet             | Kernkabinet   | Kernkabinet                     | Kernkabinet | Kernkabinet                         | Kernkabinet |
| ----------------------- | ------------- | ------------------------------- | --- | ----------------------------------- | ----------- |
|                         |               | Yves Leterme (1960)             | Premier belast met de Coördinatie van het Migratie- en Asielbeleid | 25 november 2009 - 6 december 2011  | CD&V        |
|                         |               | Didier Reynders (1958)          | Vicepremier Financiën en Institutionele Hervormingen | 25 november 2009 - 6 december 2011  | MR          |
|                         |               | Laurette Onkelinx (1958)        | Vicepremier Sociale Zaken en Volksgezondheid, belast met Maatschappelijke Integratie | 25 november 2009 - 6 december 2011  | PS          |
|                         |               | Steven Vanackere (1964)         | Vicepremier Buitenlandse Zaken en Institutionele Hervormingen | 25 november 2009 - 6 december 2011  | CD&V        |
|                         |               | Joëlle Milquet (1961)           | Vicepremier Werk en Gelijke Kansen, belast met het Migratie- en Asielbeleid | 25 november 2009 - 6 december 2011  | cdH         |
|                         |               | Guy Vanhengel (1958)            | Vicepremier Begroting | 25 november 2009 - 6 december 2011  | Open Vld    |
| Ministers               |               |                                 | |                                     |             |
|                         |               | Michel Daerden (1949-2012)      | Pensioenen en Grote Steden | 25 november 2009 - 6 december 2011  | PS          |
|                         |               | Stefaan De Clerck (1951)        | Justitie | 25 november 2009 - 6 december 2011  | CD&V        |
|                         |               | Sabine Laruelle (1965)          | KMO's, Zelfstandigen, Landbouw en Wetenschapsbeleid | 25 november 2009 - 6 december 2011  | MR          |
|                         |               | Pieter De Crem (1962)           | Landsverdediging | 25 november 2009 - 6 december 2011  | CD&V        |
|                         |               | Paul Magnette (1971)            | Klimaat en Energie | 25 november 2009 - 6 december 2011  | PS          |
|                         |               | Charles Michel (1975)           | Ontwikkelingssamenwerking | 25 november 2009 - 14 februari 2011 | MR          |
|                         |               | Inge Vervotte (1977)            | Ambtenarenzaken en Overheidsbedrijven | 25 november 2009 - 6 december 2011  | CD&V        |
|                         |               | Vincent Van Quickenborne (1973) | Ondernemen en Vereenvoudigen | 25 november 2009 - 6 december 2011  | Open Vld    |
|                         |               | Annemie Turtelboom (1967)       | Binnenlandse Zaken | 25 november 2009 - 6 december 2011  | Open Vld    |
|                         |               | Olivier Chastel (1964)          | Ontwikkelingssamenwerking en Europese Zaken | 14 februari 2011 - 6 december 2011  | MR          |
| Staatssecretarissen     |               |                                 | |                                     |             |
|                         |               | Etienne Schouppe (1942)         | Mobiliteit toegevoegd aan de Eerste Minister | 25 november 2009 - 6 december 2011  | CD&V        |
|                         |               | Carl Devlies (1953)             | Coördinatie van de Fraudebestrijding toegevoegd aan de Eerste Minister en de Minister van Justitie | 25 november 2009 - 6 december 2011  | CD&V        |
|                         |               | Bernard Clerfayt (1961)         | Modernisering van de Federale Overheidsdienst, Financiën, Milieufiscaliteit en Bestrijding van Fiscale Fraude toegevoegd aan de Minister van Financiën | 25 november 2009 - 6 december 2011  | MR (FDF)    |
|                         |               | Olivier Chastel (1964)          | Europese Zaken toegevoegd aan Minister van Buitenlandse Zaken | 25 november 2009 - 14 februari 2011 | MR          |
|                         |               | Melchior Wathelet (1977)        | Begroting, Migratie- en Asielbeleid, Gezinsbeleid, personen- en familierecht en Federale Culturele Instellingen toegevoegd aan de Eerste Minister, de Minister van Begroting, de Minister belast met Migratie- en asielbeleid, de Minister van Justitie en de Minister van Werk | 25 november 2009 - 6 december 2011  | cdH         |
|                         |               | Jean-Marc Delizée (1959)        | Sociale Zaken, belast met Personen met een Handicap toegevoegd aan de Minister van Sociale Zaken en Volksgezondheid | 25 november 2009 - 6 december 2011  | PS          |
|                         |               | Philippe Courard (1966)         | Maatschappelijke Integratie en Armoedebestrijding toegevoegd aan de Minister van Sociale Zaken en Volksgezondheid | 25 november 2009 - 6 december 2001  | PS          |
| Regeringscommissarissen |               |                                 | |                                     |             |
|                         |               | Guido De Padt (1954)            | Audit van Overheidsbedrijven toegevoegd aan de Minister van Begroting | 25 november 2009 - 20 juli 2010     | Open Vld    |

### Herschikkingen
- Leterme volgde Van Rompuy op. Steven Vanackere nam de plaats van Leterme in op Buitenlandse Zaken.
- Inge Vervotte werd na elf maanden opnieuw minister van Overheidsbedrijven en Ambtenarenzaken.
- Guido De Padt beëindigde na de verkiezingen van 13 juni 2010 op 20 juli zijn taak als regeringscommissaris en werd gecoöpteerd senator.
- Op 14 februari 2011 nam Charles Michel ontslag als minister voor Ontwikkelingssamenwerking, omdat hij voorzitter werd van de MR. Hij werd vervangen door Olivier Chastel, staatssecretaris voor Europese Zaken.

## Maatregelen

### Rookverbod in de horeca
Op 17 december 2009 werd in de Kamer met een meerderheid van 83 tegen 27 de invoering van een rookverbod in eetcafés en brasserieën vanaf 1 januari 2010 goedgekeurd. Tegelijkertijd keurde ze echter ook een wetsontwerp van de meerderheidspartijen goed dat ten vroegste vanaf 1 januari 2012 en ten laatste tegen 1 juli 2014 een algemeen rookverbod invoert. Ook in volks- of biercafés zou dan niet meer gerookt mogen worden. Die tekst bepaalt dat indien de regering voor 2014 niet met een koninklijk besluit op de proppen komt, het verbod op 1 juli 2014 automatisch van kracht wordt.

### Verlenging van de militaire aanwezigheid in Afghanistan
Op 19 maart 2010 werd beslist de Belgische militaire aanwezigheid in Afghanistan met één jaar te verlengen. Op vraag van de NAVO en de VS blijft het Belgische leger er minstens tot eind 2011 actief. Er worden ook 28 bijkomende instructeurs naar Afghanistan gestuurd, wat het totale aantal Belgische militairen op 626 brengt. Die instructeurs zullen instaan voor de training en vorming van Afghaanse veiligheidstroepen.
Minister van Buitenlandse Zaken Steven Vanackere meent dat België hiermee zijn geloofwaardigheid als internationale partner bevestigt, "wat niet zonder belang is in een jaar wanneer we een Europees voorzitterschap op ons nemen". Hij wijst er ook op dat het budget voor ontwikkelingssamenwerking en vredesopbouw verhoogd wordt naar minstens 13 miljoen euro in 2011, een stijging vergeleken met de 12 miljoen in 2009. De inspanningen ten gunste van EUPOL (vijf personen, waarvan drie leden van de federale politie) blijven ook in 2011 onverminderd behouden. Tot slot wordt het mandaat van de speciale gezant voor Afghanistan, Jean-Arthur Régibeau, eveneens verlengd tot 2011 en wordt de Belgische diplomatieke aanwezigheid versterkt.
De (federale) oppositiepartijen Groen! en sp.a waren echter niet te spreken over de beslissing. Dirk Van der Maelen, defensiespecialist van sp.a, vindt het onverantwoord dat in budgettair krappe tijden "nog eens 109 miljoen euro gespendeerd wordt aan deze domme en foute oorlog".